# نزلة باقور
قرية نزلة باقور هي إحدى القرى التابعة لمركز أبو تيج في محافظة أسيوط في جمهورية مصر العربية. حسب إحصاءات سنة 2006، بلغ إجمالي السكان في نزلة باقور 12262 نسمة، منهم 6369 رجل و5893 امرأة.